# سانتو ايناسيو
الجنوب
سانتو ايناسيو بلدية في ولاية بارانا في المنطقة الجنوبية من البرازيل.   